# (678) Fredegundis
(678) Fredegundis – planetoida z pasa głównego asteroid okrążająca Słońce w ciągu 4 lat i 47 dni w średniej odległości 2,57 au. Została odkryta 22 stycznia 1909 roku w Landessternwarte Heidelberg-Königstuhl w Heidelbergu przez Karla Wilhelma Lorenza. Nazwa planetoidy pochodzi od opery Fredegundis rozpoczętej przez francuskiego kompozytora Ernesta Guirauda, a dokończonej przez Camille’a Saint-Saënsa, opartej na życiu Fredegundy, królowej żony Chilperyka I z dynastii Merowingów. Przed jej nadaniem planetoida nosiła oznaczenie tymczasowe (678) 1909 FS.